# 牛顿与苹果树
《牛顿与苹果树》是Laplacian于2017年5月26日发售的戀愛冒險類型成人遊戲。2021年關於遊戲的後續故事被改編成輕小說。

## 故事
修二受到爷爷的邀请和四五坐飞机来到了英国十桥大学，在爷爷居住的小屋地下室里因在神秘望远镜中插入钥匙打开时间穿越装置的开关，穿越到了300年前17世纪的英国，刚好撞上了即将想出万有引力的爱丽丝。由於爱丽丝被打断了思考的没能顺利想到万有引力，未来也因此发生了改变，为修正未来修二就此开始了夺回科学的故事。

## 角色
朝永修二
本作男主人公。
爱丽丝·贝德佛德（Alice Bedford，声：秋野花，原型：艾萨克·牛顿）
傲娇贫乳金发美少女，跳级进入十桥大学的天才，由于当时社会處於男女不平等的狀態，所以人們往往會因其女性的身份而對她所发表的论文產生偏見，於是爱丽丝就以男性化名投稿论文。在閱覽图书馆的图书時，她習慣在图书中随手标注，并对修二说过“这本书与其让一百个凡人来读，肯定比不上让一个天才来读更有价值”，十分的自负，不過其實力确实担当得起这份的自負。
一二三四五（声：白雪碧）
名字起的跟开玩笑一样，修二的青梅竹马，小时候和修二一起跟随祖父学习科学知识。对数字很敏感，喜欢拿尺子测量周围的事物，每天早上起来都会测量自己的三围。说起话来不善言辞，但能够很精准的切中要害。
九十九春（声：小倉結衣，原型：愛德蒙·哈雷）
在英国十桥大学留学学习天文学的日本人，认为与故乡的关联唯有这片星空。春一家自祖父那代開始一直在英国居住，祖父在移英不久後日本就闭关锁国了，她對於自己没能到过日本一事感到遗憾和可惜，唯一的愿望就是希望在打工攒夠钱之后去日本看看。爱丽丝的理解者和支持者，同爱丽丝一样由于女性的身份在投稿时采用了男性的化名，像大和抚子般的一位女性。
拉维·吉尔（Lavi Gier，声：民安友繪，原型：安托万-洛朗·德·拉瓦锡）
对男性的下体很是好奇，在修二刚入住宿舍的次日凌晨未经允许就玩弄起了修二硬邦邦的下体，同时还用中指夺走了修二后庭的童贞，口头禅是“唔姆唔姆”。对事物的接受能力很强，很轻易地就接受了修二来自未来的事实，是个依靠超准的直觉搞科学研究的人。经常研究些奇怪的药水，跟修二熟络起来后用修二做药水实验，后来甚至调配出了性转药水。
艾米·费尔顿（Emmy Felton，原型：艾萨克·牛顿）
在十桥大学工作的女仆，非常喜欢“男爵阁下”，对土豆有着常人难以理解的偏爱，是个强大到可以一日三餐都吃土豆的人。
朝永修一郎
是修二的爷爷，日本第二个诺布尔物理学奖的获奖者，在穿越到17世纪的英国后刚好碰到同样穿越时空的修二，因此就有了“18岁的孙子和34岁的爷爷在酒馆饮酒”的场面。

## 主题曲
片头曲
作詞：，作編曲：，歌唱：MAMI
片尾曲
作詞：，作曲：中村かしこ，编曲：中村かしこ、エンディング，歌唱：RYUNKA
片尾曲
作詞：，作編曲：，歌唱：MAMI
爱丽丝插入曲
作詞：，作編曲：Muu Dogg，歌唱：秋野花
艾米插入曲
作詞：，作曲：Xelik，编曲：MARUKEN、Muu Dogg，歌唱：春乃いろは
九十九春插入曲
作詞：，作编曲：MARUKEN、Muu Dogg，歌唱：小倉結衣
拉维插入曲
作詞：，作編曲：Xelik、MARUKEN，歌唱：民安友繪
一二三四五插入曲
作詞：，作编曲：Xelik、MARUKEN，歌唱：白雪碧
预告宣传曲
作詞：，編曲：Muu Dogg，歌唱：MARUKEN

## 开发
本作的概念源於緒乃自行撰寫的小說。這部小說同樣有關於牛顿，並引起他的同事注意。在計劃階段，他們便決定這部新作要像前作《与你共睹的梦境》般，加入各種各樣的搞笑元素。此外他們亦以插入MV的方式來幫助玩家了解故事的背景知識。
由於ベコ太郎和ぺれっと兩人的加入，所以本作的插畫風格比前作改變了不少。ベコ太郎是擅長繪畫排尿場景的畫師，故此本作亦加入了排尿場景。ぺれっと則擅於在作品中描畫變態角色。

## 发行
《牛顿与苹果树》日文版原定于2017年4月28日发售，但由于制作工作的延迟，将发售日延期到2017年5月26日。中文版于2020年8月7日在steam发售。其中在2020年3月12日，疑似因日本疫情原因降价至100日元在FANZA GAMES上销售。

## 评价
《牛顿与苹果树》在日本美少女游戏和动漫相关商品销售网站Getchu屋的2017年5月销售排行榜上排于第4名，到了年度銷售量榜行榜則排在42位。同时又在Getchu屋上被票选为2017年5月视觉小说游戏排名第5名。
其中Laplacian官方在《牛顿与苹果树》的网站中将当时成人游戏评分网站“批评空间”中的389条对本作的评价和建议全部列举出来（部分长文只选取一部分片段，略有取巧之意但也足以看出官方诚意），并且在每一条下面都进行回复。